# 軽師団
軽師団（独: Leichte Division ライヒテ・ディヴィジオーン、英: Light Division）は、ドイツ国防軍陸軍の師団編制の一種。

## 概要
装甲師団と自動車化歩兵師団の中間に位置する師団編制である。自動車化歩兵師団より戦車戦力が強化されているが、装甲師団ほどではないため、小型装甲師団と呼ぶべきものとなっている。ポーランド戦役の後に装甲師団に改められた。
なお、歩兵師団の一種が同名の軽師団（Leichte Division）の名称を与えられたが、これは後に猟兵師団（Jäger-Division）と改められた。

## 一覧

### 装甲師団に準ずる軽師団
- 第1軽師団→第6装甲師団
- 第2軽師団→第7装甲師団
- 第3軽師団→第8装甲師団
- 第4軽師団→第9装甲師団
- 第5軽師団→第21装甲師団
- 第90軽アフリカ師団→第90師団
- 第164軽アフリカ師団→解散

### 歩兵師団の一種としての軽師団
- 第99軽歩兵師団→第7山岳師団
- 第97軽歩兵師団→第97猟兵師団
- 第100軽歩兵師団→第100猟兵師団
- 第101軽歩兵師団→第101猟兵師団
- 第5軽歩兵師団→第5猟兵師団
- 第8軽歩兵師団→第8猟兵師団
- 第28軽歩兵師団→第28猟兵師団
- 第999懲罰師団→解散